# Yelena Lyubimova
Yelena Aleksandrovna Lyubimova (1925-1985) fue una geóloga soviética conocida por sus investigación sobre geotermia y una de las primeras mujeres geofísicas de la Unión Soviética en realizar investigaciones en el Océano Atlántico.

## Educación
Lyubimova nació en Moscú y asistió a la Universidad Estatal de Moscú, donde estudió física con Andrey Nikolayevich Tikhonov y Otto Schmidt.
Obtuvo su título en 1955 y 1966.

## Carrera e investigación
Toda la carrera de Lyubimova la desarrolló en el Instituto Geofísico, ahora el Instituto de Física de la Tierra. Su investigación incluyó estudios del intercambio de calor en el interior de la Tierra, la evolución de la Tierra y la Luna, zonas de subducción y expansión en la fosa de Kola, flujo de calor a lo largo de continentes y océanos en el Ártico, anomalías del flujo de calor y electroconductividad. Fue fundadora del Comité Internacional para el Flujo de Calor y coordinó un proyecto importante para mapear el flujo de calor en la litosfera.
Elena Lyubimova fue la primera mujer científica en embarcar en un buque oceanográfico estadounidense en el año 1963, en plena Guerra Fría y rompiendo así con la prohibición que impedía a las mujeres en Occidente participar en expediciones científicas, algo que no sucedía en la Unión Soviética.

## Honores y premios
- Presidenta, Comité Internacional para el Flujo de Calor (1971–1979)
- Vicepresidenta, Consejo Científico de Investigación Geotérmica.

## Documentos
- Elena Aleksandrovna Lubimova (1925—1985) // Geothermics. 1986. Vol. 15. N 1. P. 1-2.

- Datos: Q23050219